# Ян Щасний Гербурт
Ян Ща́сний Ге́рбурт (або Йоан Фелікс Гербурт; пол. Jan Szczęsny Herburt, іноді Jan Feliks Herburt, 12 січня 1567 — 31 грудня 1616, Добромиль) — політичний і літературний діяч Речі Посполитої, дипломат (Шведська імперія, Королівство Англія, Папська держава, Османська імперія). Власник Добромильського замку, міста Добромиля в Руському воєводстві, засновник друкарні.
Виступав в обороні православ'я (зокрема, «Слово про руський народ», 1613 року), будував церкви (Мостиська, 1611 року). Складав пісні руською (українською) мовою. Себе називав русином.

## Життєпис
Народився, правдоподібно, у родинному маєтку в Боньовицях. Його сім'я, найімовірніше, походила з Вестфалії. На руські землі Польського королівства його предки потрапили наприкінці XIV століття з Моравії. Рано втратив батька. Під опіку вуя Станіслава Дрогойовського був відданий 1573 року.
1578 року став старостою мостиським після смерті батька. У 1579 р. записався навчатись до Краківської академії, 1583 р. поїхав навчатись до Інгольштадту, де його вчителем був відомий філолог Роберт Турнер. Про неабиякі таланти Яна Щасного свідчить збірка панегіричних текстів, яку на його честь уклали викладачі та студенти. 
Далі навчався у Парижі або Лейдені. Після закінчення навчання повернувся додому, де над ним опікувався родич — канцлер Ян Замойський, відіслав його навчатись за кордон (або послом до претендента на корону шведа Сігізмунда Вази). Ян Щасний отримав університетську освіту, подорожував Європою, перебував при цісарському дворі у Відні, знав італійську, французьку, грецьку і латинську мови. З 20-ти років почав займатися політичною діяльністю. Був секретарем у польського короля Сіґізмунда III Вази, брав участь у військових походах.
1590 року його обрали послом на сейм від Перемишльської землі, на наступний 1590–1591 рік — від Львівської землі, на 1596-й — від Руського воєводства. 1599 року Гербурт виголосив на Вишенському сеймику промову, у якій критикував короля, — вона широко розійшлася в рукописах. 
У 1604 р. був послом Сейму від Руського воєводства разом зі Станіславом Стадницьким з Ліська. Король — ревний католик — надав Перемиське староство (після Станіслава Дрогойовського) не Я. Щ. Гербурту, а Адаму Алєксандеру Стадницькому, чим викликав перехід Я. Щ. Гербурта на сторону рокошан та участь у з'їзді в Смоленську.
Напав та ув'язнив перемиського кастеляна Станіслава Стадніцького, через це в жовтні 1607 року мав під Малновом перемовини з Яном Остроругом.
Виступив на боці опозиції (рокошан) Миколая Зебжидовського  у боротьбі проти короля Сиґізмунда ІІІ Вази, який вів нетолерантну політику щодо некатоликів, був одним з його очільників. Повстанці зазнали поразки, Ян Ща́сний опинився у краківській в'язниці.
Був державцем Яворівського староства. В 1600 р. отримав мандат короля на викуп керованих Стадніцькою — дружиною сандецького каштеляна — королівщин: Баківців, Трибоківців, Репехова, 1601 — доходів із Львівського староства (за іншими даними, 1601 набув Львівське староство від Мнішека). 1601 року отримав від померлого стриєчного брата Станіслава місто Добромиль, села Княжпіль, Ляцьке, Кропивниця, Велике Ріписько, Папоротне, Сопотник Старий і Новий. З них мав сплатити доживоття 34000 злотих удові покійного, але ще 1603 року не зробив цього, а зробив напад на села Папоротне, Сопотник, які були у власності Дрогойовських. У консеквенції 1631 року його маєтки перейшли до Фредрів, Сенявських, Морських, Оріховських, Поплавських.
Польський дослідник Станіслав Цинарський охарактеризував його в академічному виданні «Polski Słownik Biograficzny» як «типа — талановитого демагога».

Зокрема, про становище українців (русинів) у тодішній державі казав: 
Бо добре знаю про те, що з ними… діється, починаючи від Брестського з'їзду. Знаю добре, як на сеймиках дають їм надію, а на сеймах шикають. На сеймиках братами називають, а на сеймах — відщепенцями. Це я знаю, бо все це правда. Але чого вони хочуть від того шляхетного народу, якою радою і якою метою … керуються? Того я в жодний спосіб збагнути не можу. Бо коли хочуть, щоб Руси не було в Русі, — то це річ неподобна, і це все одно…, якби їм захотілося, аби море було поблизу Самбора, а Бершадь неподалік Гданська.

## Добромиль
Найвідоміший із Гербуртів, за його правління у XVII ст. Добромиль зазнав найбільшого розквіту. Видатний суспільно-політичний діяч розчарувався у великій політиці, покинув дипломатичну кар'єру, повернувся до Добромиля, перебудував старий замок, розпорядився вмурувати у в'їзну браму таблицю з написом (давно її неможливо прочитати), родинним гербом Гербуртів — яблуком, проштрикнутим кинджалами. Згодом цей герб перейшов у спадок місту.
Ян Щасний приймав у замках видатних людей, вчених того часу, вивчав минуле українських земель, почав відчувати себе українцем.
Надхненно відстоював інтереси місцевого населення, сприяв розвитку ремесел у Добромилі (місто мало магдебурзьке право). Був політичним, видатним культурним діячем: 1611 року запросив з Кракова друкаря Яна Шелігу, заснував у Добромилі друкарню.
Разом із дружиною Ельжбетою подарував землю під будівництво монастиря василіян, який дотепер є поблизу замку, біля сусідньої гори. Саме у цьому монастирі свого часу почав свій духовний шлях майбутній митрополит Андрей Шептицький.

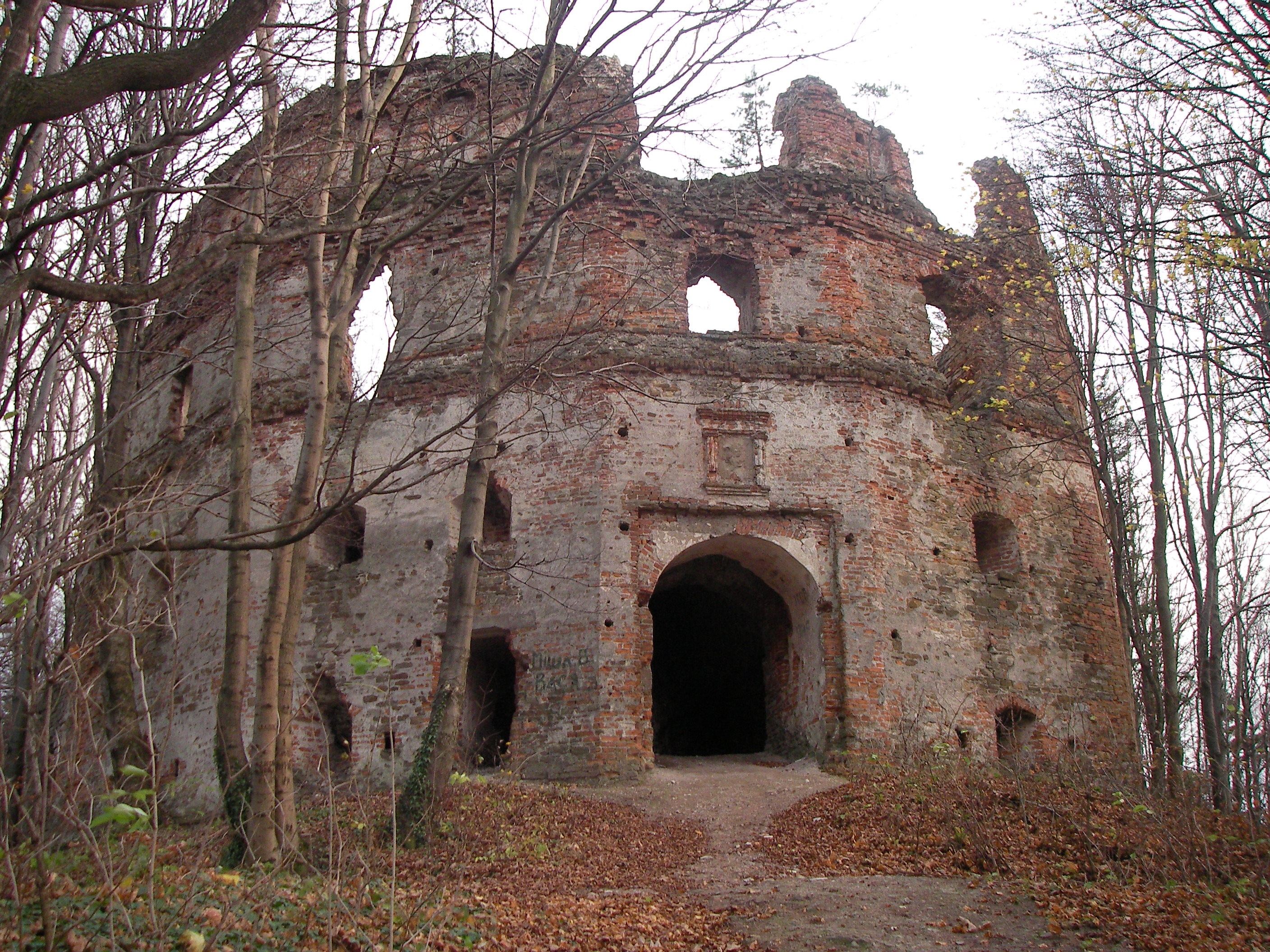
Замок Гербуртів, біля Добромиля

## Літературна діяльність
Літературну діяльність почав під час ув'язнення у краківській в'язниці. Писав вірші латиною, польською, українською мовами. Автор твору «Про перемогу козаків над татарами» латинською мовою, сатиричного твору «Єзуїти», праці «Діалог про оборону України». У своєму творі «Розмисел про народ руський» виступав проти полонізації українців. «Бо коли хочуть, щоб Руси не було в Русі, — то це річ неподобна, і це все одно, якби їм захотілося, аби море було поблизу Самбора», — писав він.
Перу Яна Щасного належать оповідання з сюжетами з античної міфології у книгах «Наука Добромильська» та «Про дружбу і друзів» (під псевдонімом Андрій Мачузький). У творі «Геркулес словенський» він знову переходить з латини на українську мову. Пише «Гадка Гриця з фортуною» — теж українською. Багато хто тоді не міг зрозуміти, як шляхтич римо-католицького обряду міг заявляти, що він русин.

### Сім'я
Дружина — княжна Єлизавета Заславська. Відомі діти:
- Ян Леон — останній представник добромильської гілки роду
- Александра — дружина Самуеля Конецпольського
- Катажина Черна[9].

## Вшанування
Одна з місцевих футбольних команд носить ім'я «Гербурт».
Замок на Сліпій горі, перебудований ним 1614 року, носить ім'я — замок Гербуртів.